# 995
| 995                |
| ------------------ |
| Dødsfald - Fødsler |
|                    |

| Gregoriansk kalender | 995 CMXCV               |
| Ab urbe condita      | 1748                    |
| Armensk kalender     | 444 ԹՎ ՆԽԴ              |
| Kinesiske kalender   | 3691 – 3692 甲午 – 乙未 |
| Etiopisk kalender    | 987 – 988               |
| Jødisk kalender      | 4755 – 4756             |
| Hindukalendere       |                         |
| - Vikram Samvat      | 1050 – 1051             |
| - Shaka Samvat       | 917 – 918               |
| - Kali Yuga          | 4096 – 4097             |
| Iransk kalender      | 373 – 374               |
| Islamisk kalender    | 385 – 386               |

Se også 995 (tal)

## Født
- Knud den Store, dansk konge (årstal usikkert) (død 1035).